# Operação Bagration
A Operação Bagration (/bʌɡrʌtiˈɒn/; em russo:  Операция Багратио́н, Operatsiya Bagration; ou ainda "Operação Ofensiva Estratégica Bielorrussa") foi o codinome para uma grande ofensiva militar lançada pelo Exército Vermelho entre junho e agosto de 1944 focada principalmente na antiga Bielorrússia Soviética na Frente Oriental durante a Segunda Guerra Mundial. A ofensiva foi muito bem sucedida, com as forças da União Soviética destruindo 28 das 34 divisões do Grupo de Exércitos Centro da Wehrmacht e estraçalhando a linha de frente alemã. Foi uma das maiores derrotas na história militar alemã e a quinta campanha mais sangrenta da guerra na Europa, matando cerca de 450 000 soldados (ambos os lados), enquanto outros 300 000 homens foram isolados no Bolsão de Courland.
Em 23 de junho de 1944, o Exército Soviético atacou o Grupo de Exércitos Centro alemão na Bielorrússia, com o objetivo de cercar e destruir o maior número de unidades do exército alemão quanto possível. Em 28 de junho, o 4º Corpo da Wehrmacht foi virtualmente destruído, junto com quase todo o 3º Grupamento Panzer e o 9º Exército alemão. Os soviéticos exploraram o colapso das linhas de frente alemãs para cercar os exércitos nazistas que se aglomeraram ao redor de Minsk e lançaram uma nova ofensiva e os destruiu, com a própria cidade de Minsk sendo libertada em 4 de julho. Nos dias seguintes, o exército alemão na Bielorrússia foi quebrado e sua resistência desfaleceu, com os soviéticos renovando suas ofensivas agora em direção à Lituânia, Polônia e Romênia, entre julho e agosto.
O exército soviético utilizou de forma bem sucedida as táticas de "batalha profunda soviética" e maskirovka ("enganação") em nível total pela primeira vez, embora tenham sofrido pesadas baixas no processo. Para tentar tapar os buracos abertos no Fronte Oriental, Hitler ordenou que milhares de soldados alemães fossem mandados para o leste para engrossar as defesas, enquanto divisões móveis da reserva foram deslocadas para os setores centrais, abandonando as linhas nas áreas de Lublin-Brest e Lvov–Sandomierz, com os soviéticos lançando mais duas grandes ofensivas simultâneas, como a de Lviv-Sandomir. Isso permitiu ao Exército Vermelho alcançar o Rio Vístula e a cidade de Varsóvia, que colocou as forças soviéticas em posição de atacar diretamente a capital alemã de Berlim, em conformidade com o conceito de operações profundas soviéticas.